# Región de Atacama
La región de Atacama es una de las dieciséis regiones en que se divide la República de Chile. Es la puerta de entrada al norte chico del país. Su capital es Copiapó. Ubicada en el norte del país —norte chico—, limita al norte con la región de Antofagasta, al este con las provincias de Catamarca, La Rioja y San Juan pertenecientes a Argentina, al sur con la región de Coquimbo y al oeste con el océano Pacífico. Con 286 168 habs. en 2017 es la cuarta región menos poblada del país —por delante de Arica y Parinacota, Magallanes y Aysén, la menos poblada, y con 75 176 km², la cuarta más extensa, por detrás de Magallanes, Antofagasta y Aysén.
Está compuesta por las provincias de Chañaral, Copiapó y Huasco, y la capital regional es la ciudad de Copiapó, localizada a 806 km al norte de la capital nacional, Santiago de Chile. El principal centro urbano de la región es la Conurbación Copiapó-Tierra Amarilla con 167 956 habitantes, seguida de Vallenar con 51 917 habitantes según el censo chileno de 2017.

## Historia

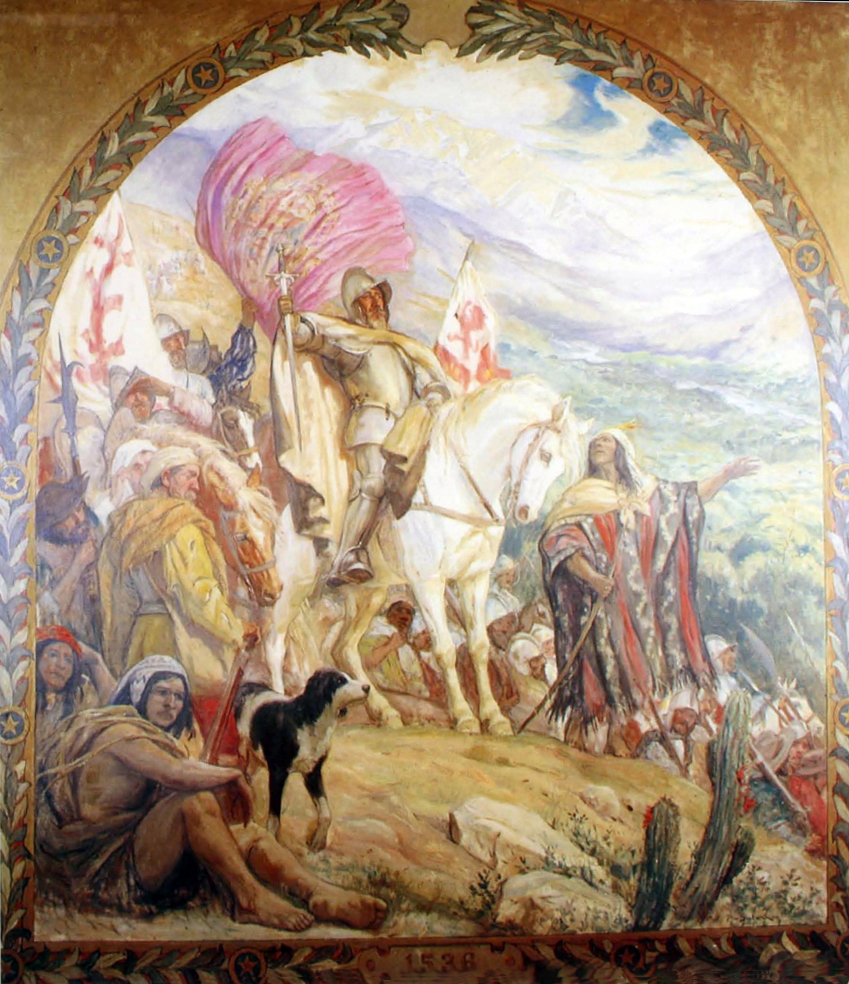
Diego de Almagro llega al valle de Copiapó.

### Período prehispánico e inicio de la Historia de Chile
Durante muchos años, esta región fue habitada por tribus diaguitas. El descubridor Diego de Almagro llegó al valle de Copiapó en 1536, dando inicio al Descubrimiento de Chile por parte de los europeos.
Posteriormente llegará a Chile, Pedro De Valdivia, llegando primero a finca Chañaral, en las cercanías de la actual ciudad de Diego de Almagro, y desde allí se trasladará a Copiapó, donde se realizara la toma de posesión de Chile, el 26 de octubre de 1540. A partir de ese momento, se da inicio a la historia chilena. Esto habría ocurrido en Chamonate o Toledo. Oriel Álvarez, nos dice que también pudo ser cerca de los espacios cercanos a la actual planta Ojancos. Lo importante a destacar es que los españoles acercaron su toma de posesión a las riberas del río. Pedro de Valdivia toma posesión a nombre del rey de España y en representación de Francisco de Pizarro, este trascendental hecho habría quedado certificado legalmente por Luis de Cartagena, el que actuó como escribano y notario, a la vez que el hecho fue relatado por Gerónimo de Vivar, cronista acompañante de Valdivia, quien nos describe así este momento: "En jueves XXVI días del mes de octubre del año de nuestra salud de mil y quinientos quarenta, ante un escribano del rey y de representación real, el general tomo posesión en nombre de su majestad. Hizo las diligencias que en tal caso se requerían, diciendo en voz alta que emprendía y emprendió y tomaba y tomó posesión en aquel valle de Copiapó en nombre de su majestad. Ese valle de indios como de toda la gobernación que de allí en adelante tenía."
El año 1548 el capitán Juan Bohon fundó al interior del valle el fuerte Copiapó, ante esta situación los Diaguitas, se rebelaron y terminaron destruyendo el fuerte y dando muerte a todos los españoles, posteriormente a esta sublevación, se unirán a la revuelta de La Serena, a la postre terminaran destruyendo esta ciudad en 1549.
Luego, Francisco de Aguirre, será enviado por Valdivia a pacificar la zona de Atacama, pacificación que como ya sabemos fue a Sangre y Fuego, para posteriormente instalarse en el fuerte Montalván, donde se comenzara a levantar lo que será la ciudad de Copiapó. (Guillermo Cortés Lutz, 2015)

### Período colonial
Durante la Colonia, fue conocida como el límite septentrional de la Capitanía General de Chile, dependiente del virreinato del Perú. El 8 de diciembre de 1744, es fundada la ciudad de San Francisco de Copiapó de la Selva, actualmente [Copiapó], siendo su fundador Francisco Cortés. En 1789 es fundada por orden del gobernador Ambrosio O'Higgins, la ciudad de Vallenar. Atacama, comienza a ser un polo de desarrollo minero.

### Período republicano

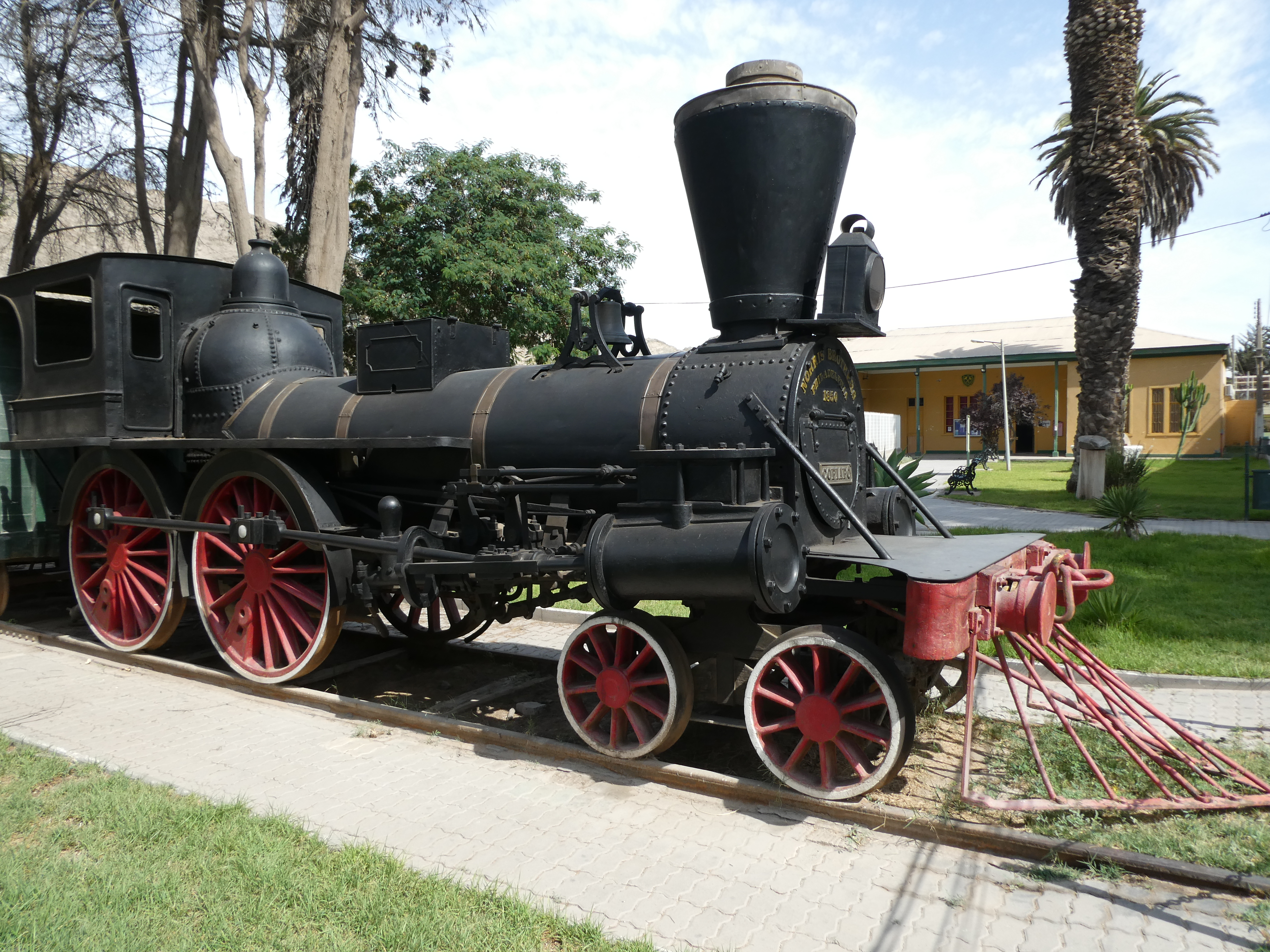
Locomotora Copiapó.

Ya durante el período de la República, Juan Godoy descubre el mineral de plata de Chañarcillo en 1832. Este descubrimiento propicia una fiebre de la plata en Chile que convirtió al país en uno de los principales productores de este metal en el mundo y permite el surgimiento de la economía nacional. En esa época la región formaba parte del sector norte de la provincia de Coquimbo, sin embargo debido a la creciente riqueza de la zona esta se separa de ella y comienza a funcionar de manera independiente a partir de 1843.
Para mejorar el transporte del mineral al exterior se construye aquí la primera línea férrea del país por William Wheelwright, mercante marino norteamericano, uniendo a Copiapó con Caldera (1851). Con el transcurso del tiempo el gobierno nacional comienza a cobrar un impuesto a actividades económicas de algunas provincias especialmente a la minería atacameña, dicha carga impositiva iba claramente en favor de la capital, Santiago, lo cual provocó una grave crisis política que llevó al estallido de una revolución en varias provincias chilenas, teniendo en Atacama ribetes de conflicto bélico en donde fuerzas rebeldes de carácter irregular de la Provincia de Atacama se enfrentaron al Ejército de Chile, empleado para aplacar la revolución. La Revolución de 1859. A pesar de que el bando revolucionario (Ejército de la revolución constituyentes de Atacama) fue derrotado en la batalla de Cerro Grande 1859, el conflicto propició el fin de la República Conservadora.

### SigloXX
En 1916 comenzó la explotación del cobre en Potrerillos, forjando una bullante ciudad, que actualmente se encuentra deshabitada y que sobrevive básicamente por la fundición y refinería de los minerales, ahora explotados en la mina de El Salvador.
Atacama a diferencia de otras regiones de Chile, presenta un fuerte sentimiento de identidad regional, casi único en Chile, originado en sus antecedentes históricos, económicos y culturales, por ello tras el proceso de regionalización de la segunda mitad de la década de 1970, la Provincia de Atacama no sufrió cambios de ninguna índole manteniendo su sucesora la Región de Atacama la conformación original.

### SigloXXI

#### Temporal de 2015
Un inusual frente de mal tiempo provocó precipitaciones en toda la región, provocando la crecida de los ríos Salado y Copiapó, personas aisladas por cortes de rutas y cortes de energía eléctrica. La presidenta Michelle Bachelet declaró zona de catástrofe y el 25 de marzo estado de excepción constitucional en toda la región de Atacama, por lo que las Fuerzas Armadas tomaron el control de la zona.

## Gobierno y administración

### División político-administrativa
La región de Atacama, que tiene por capital a la ciudad de Copiapó, para efectos del gobierno y administración interior, se divide en tres provincias.
- Provincia de Chañaral, capital Chañaral.
- Provincia de Copiapó, capital Copiapó.
- Provincia de Huasco, capital Vallenar.

Mientras que estas tres provincias se subdividen en nueve comunas ―Chañaral, Diego de Almagro, Caldera, Copiapó, Tierra Amarilla, Alto del Carmen, Freirina, Huasco y Vallenar―.
| \| Provincia \| Capital \| Comuna \| \| --------- \| -------- \| ---------------- \| \| Chañaral \| Chañaral \| Chañaral \| \| Chañaral \| Chañaral \| Diego de Almagro \| \| Copiapó \| Copiapó \| Caldera \| \| Copiapó \| Copiapó \| Copiapó \| \| Copiapó \| Copiapó \| Tierra Amarilla \| \| Huasco \| Vallenar \| Alto del Carmen \| \| Huasco \| Vallenar \| Freirina \| \| Huasco \| Vallenar \| Huasco \| \| Huasco \| Vallenar \| Vallenar \| | Chañaral Diego de Almagro Caldera Copiapó Tierra Amarilla Alto del Carmen Freirina Huasco Vallenar |                  |
| Provincia | Capital                                                                                            | Comuna           |
| Chañaral | Chañaral                                                                                           | Chañaral         |
| Chañaral | Chañaral                                                                                           | Diego de Almagro |
| Copiapó | Copiapó                                                                                            | Caldera          |
| Copiapó | Copiapó                                                                                            | Copiapó          |
| Copiapó | Copiapó                                                                                            | Tierra Amarilla  |
| Huasco | Vallenar                                                                                           | Alto del Carmen  |
| Huasco | Vallenar                                                                                           | Freirina         |
| Huasco | Vallenar                                                                                           | Huasco           |
| Huasco | Vallenar                                                                                           | Vallenar         |

### Autoridades
La administración de la región del poder ejecutivo radica en el Gobierno Regional de Atacama, constituido por el Gobernador de Atacama y por el Consejo Regional, además de contar con la presencia del Delegado Presidencial Regional de Atacama y a tanto el Delegado Presidencial Provincial de Huasco como el Delegado Presidencial Provincial de Chañaral, representantes del gobierno central del país.
Para los efectos de la administración local, las provincias están divididas a su vez en nueve comunas ―Chañaral, Diego de Almagro, Caldera, Copiapó, Tierra Amarilla, Alto del Carmen, Freirina, Huasco y Vallenar― en total regidas por su respectiva municipalidad.
El poder legislativo se encuentra representado y dividido territorialmente a través de la 4.º circunscripción senatorial del Senado de Chile constituido por dos senadores y el 4.º distrito electoral de la Cámara de Diputados compuesto por cinco diputados, los cuales representan a los ciudadanos de la región.

#### Gobernador Regional
- Miguel Vargas Correa (Ind-PS)

#### Delegado Presidencial Regional
- Rodrigo Illanes Naranjo (FA)

#### Delegado Presidencial Provincial
- Chañaral: Jorge Fernández Herrera (PCCh)
- Huasco: Karina Zárate Rodriguez (PPD)

#### Alcaldes
| Comuna           | Alcalde                   | Partido | Comuna          | Alcalde                    | Partido |
| ---------------- | ------------------------- | ------- | --------------- | -------------------------- | ------- |
| Alto del Carmen  | Cristian Olivares Iriarte | PR      | Freirina        | Fernando Ruhl Pérez        | Ind.    |
| Caldera          | Brunilda González Anjel   | PPD     | Huasco          | Genaro Briceño Tapia       | Ind-PS  |
| Chañaral         | Alex Ahumada Monroy       | RN      | Tierra Amarilla | Cristóbal Zúñiga Arancibia | Ind.    |
| Copiapó          | Maglio Cicardini Neyra    | Ind.    | Vallenar        | Víctor Isla Lutz           | Ind.    |
| Diego de Almagro | Mario Araya Rojas         | RN      |                 |                            |         |

#### Parlamentarios

##### Senadores
| Circunscripción | Senadores                                        | Partido |
| --------------- | ------------------------------------------------ | ------- |
| 4               | Yasna Provoste Campillay Rafael Prohens Espinosa | PDC RN  |

##### Diputados
| Distrito | Diputados | Partido                     |
| -------- | --- | --------------------------- |
| 4        | Daniella Cicardini Milla Sofía Cid Versalovic Jaime Mulet Martínez Juan Santana Castillo Cristian Tapia Ramos | PS Ind-PRCh FRVS PS Ind-PPD |

#### Secretarías regionales ministeriales
| Hacienda                            | Sin Secretaría Regional   | Sin Secretaría Regional |
| Seguridad Pública                   | Lorna Bown Valenzuela     | PS                      |
| Gobierno                            | Sofía Vargas Roberts      | FRVS                    |
| Economía, Fomento y Turismo         | Makarena Arias Vargas     | PCCh                    |
| Desarrollo Social y Familia         | Yosselin Moyano Calabrano | FRVS                    |
| Educación                           | Pablo Selles Ferres       | FA                      |
| Justicia y Derechos Humanos         | Tomás Garay Pérez         | FA                      |
| Trabajo y Previsión Social          | Jonathan Páez Toro        |                         |
| Obras Públicas                      | Mauricio Guaita Juantok   | FA                      |
| Salud                               | Jessica Rojas Gahona      | PPD                     |
| Vivienda y Urbanismo                | Rocío Díaz Gómez          | FA                      |
| Bienes Nacionales                   | Mónica Marín Aguirre      | PS                      |
| Agricultura                         | Cristián Cortés Olivares  | PPD                     |
| Minería                             | Carlos Ulloa Abarzúa      | PCCh                    |
| Transporte y Telecomunicaciones     | Carla Orrego Esquivel     | PCCh                    |
| Energía                             | Yenny Valenzuela Araya    | FA                      |
| Medio Ambiente                      | Natalia Penroz Acuña      | FA                      |
| Deporte                             | Arling Guzmán Cortés      | PL                      |
| Mujer y Equidad de Género           | Fabiola Gallardo Torres   | PS                      |
| Culturas, las Artes y el Patrimonio | Carolina Armenakis Daher  | FRVS                    |

## Bandera
Atacama, junto con las regiones de Coquimbo, Los Ríos, Los Lagos y Magallanes, son las únicas regiones de Chile que poseen un emblema propio. La bandera fue adoptada oficialmente mediante la resolución 79 en febrero de 1996 por el Gobierno Regional. Aunque la Bandera de la Región de Atacama solo fue oficializada en 2005, cuando se le permitió por ley ser izada en reparticiones, edificios y actos públicos, ya era empleada masivamente por los habitantes de la Región de Atacama como recuerdo de la Revolución Liberal de 1859, comandada por Pedro León Gallo, quien gracias a su fortuna sustentada en la minería pudo armar un ejército que desde Copiapó se enfrentó al Gobierno conservador de Manuel Montt. Este ejército. en sus distintas unidades, enarboló este estandarte que rápidamente fue adoptado por la ciudadanía de la zona como símbolo de la lucha antioligárquica, que aunque fue derrotada militarmente significó el nacimiento de una nueva fuerza política en Chile, el Partido Radical, el cual también tuvo su cuna en Copiapó, capital de Atacama. Consiste en un paño color azul en cuyo centro se ubica una estrella de color dorado.

## Geografía

### Orografía
Interrumpiendo la Depresión Intermedia, es característico de la región, encontrar los denominados cordones transversales que unen las cordilleras de la Costa y de los Andes. Esto da origen a valles que van de este a oeste los que a su vez forman valles fluviales. Estos valles fluviales cortan la cordillera de la Costa, la que en esta latitud puede alcanzar altitudes superiores a los 1000 m s. n. m.
La cordillera de los Andes posee gran elevación, alcanzando en promedio unos 5000 m s. n. m. alcanzando la máxima altitud del país en el volcán inactivo nevado Ojos del Salado que bordea los 6893 m s. n. m., en la frontera con Argentina.
En esta región se encuentran varios volcanes, cerros y montañas, entre ellos: Azufre, El Ermitaño, El Fraile, El Muerto, Falso Azufre, Incahuasi, Los Patos, San Francisco, Sierras Nevadas, Tres Cruces, Tres Cruces Central.

### Hidrografía
La región posee cuencas hidrográficas de dos tipos.
1. Las cuencas endorreicas entre la frontera internacional y la vertiente del Pacífico entre las cuales las más conocidas son la laguna del Negro Francisco, la del salar de Maricunga y la del salar de Pedernales. En esa área se ubican numerosos cuerpos de agua, ya sean lagunas, salares, ríos o glaciares;
2. Las cuencas exorreicas del río Huasco, del río Salado (Chañaral), de la quebrada Pan de Azúcar, las cuencas del interfluvio entre ríos Salado y Copiapó, y la cuencas costeras entre Río Copiapó y Quebrada Totoral, de las cuales poco se sabe con excepción de la quebrada La Justa. Todas ellas desembocan en el océano Pacífico, cuando llevan suficiente caudal que es normalmente una consecuencia del invierno altiplánico o en el caso del río Huasco, de lluvias y nevazones invernales en la cordillera.

Según el Catastro nacional de plantas y proyectos de desalinización de agua de mar en Chile en la región de Atacama opera la planta desaladora de agua de mar para la Región de Atacama.

### Parques nacionales
- Parque nacional Pan de Azúcar

Está situado 30 km al norte de Chañaral y a 194 km al norte de Copiapó, fue creado en 1985, mediante DS 527 del Ministerio de Bienes Nacionales. Abarca un área de 43 764 ha.
La fauna que habita el parque puede dividirse entre aquellas que lo hacen al interior y las que lo hacen en la costa. Entre las primeras se encuentran distintos roedores, guanaco, zorro culpeo y algunos reptiles. Además, aves como cóndores y cernícalos.
En la zona costera se ven chungungos, lobos marinos y gran cantidad de aves, como chorlos y pelícanos. Pero el ave más importante del lugar es el pingüino de Humboldt, una especie considerada vulnerable.
En la flora los sectores cercanos a la costa existe mayor diversidad de vegetación, debido a la presencia de la neblina costera, más conocida como Camanchaca. Acá aparecen especies como el chañarcillo, la cleome o el lechero, arbusto del que brota un látex lechoso y venenoso.
- Parque nacional Nevado Tres Cruces
- Parque nacional Llanos de Challe

### Clima

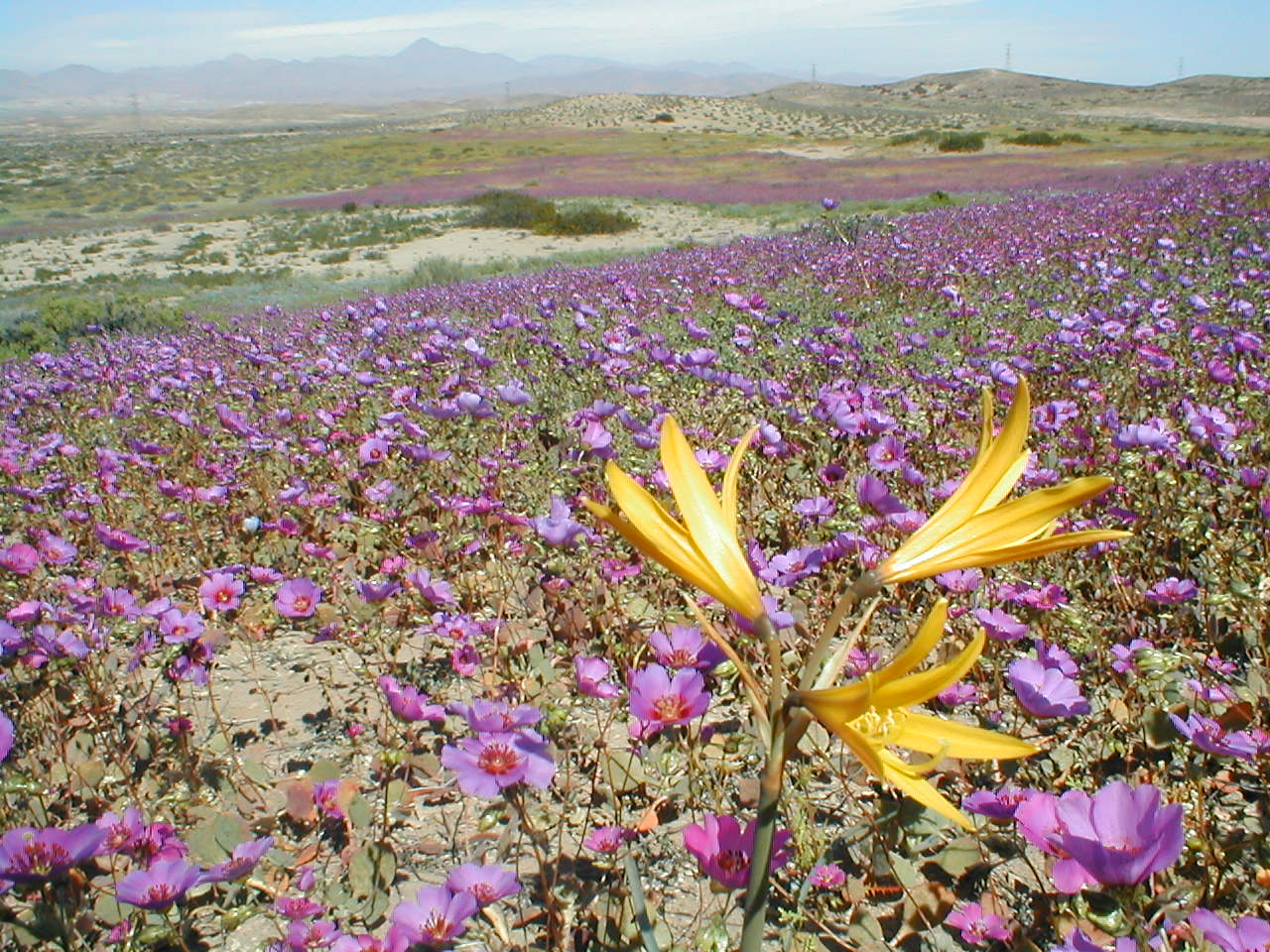
Desierto florido.

El clima predominante en la región es el desértico, que se atenúa de norte a sur debido al aumento de las precipitaciones. Hacia la cordillera de los Andes y mientras más aumenta la altura, el clima se vuelve desértico frío alcanzando características de tundra. En la costa ocurre un fenómeno característico de la zona del norte chico conocido como camanchaca, una neblina muy copiosa. La oscilación térmica va en aumento de oeste a este.
En la capital de Copiapó se encuentra emplazado en una zona de transición climática desde el Desértico marginal a Estepárico cálido. Las altas temperaturas se encuentran reguladas por la relativa influencia marítima que recibe la zona, por el contexto geográfico de valle transversal en el que se encuentra, lo cual la hace entrar en un contacto casi directo con las planicies litorales. Por esta misma razón, generalmente entra a la ciudad nubosidad costera durante las mañanas, la cual se dispersa generalmente después del mediodía.
Las temperaturas en verano son cálidas durante el día llegando a los 32 a 42 °C y superando en ocasiones los 45 °C, mientras que durante la noche en esta época del año bajan hasta llegar regularmente a los 22 °C, aproximadamente. La temperatura más alta registrada en la última década fue de 51° en 2009. En la época invernal se producen durante la noche temperaturas de 0 a 5 °C y en el día sube a los 20 o 25 °C. La temperatura más baja registrada ha sido de -40°, el 19 de julio de 2008.
| Parámetros climáticos promedio de Atacama 2011  | Parámetros climáticos promedio de Atacama 2011 | Parámetros climáticos promedio de Atacama 2011 | Parámetros climáticos promedio de Atacama 2011 | Parámetros climáticos promedio de Atacama 2011 | Parámetros climáticos promedio de Atacama 2011 | Parámetros climáticos promedio de Atacama 2011 | Parámetros climáticos promedio de Atacama 2011 | Parámetros climáticos promedio de Atacama 2011 | Parámetros climáticos promedio de Atacama 2011 | Parámetros climáticos promedio de Atacama 2011 | Parámetros climáticos promedio de Atacama 2011 | Parámetros climáticos promedio de Atacama 2011 | Parámetros climáticos promedio de Atacama 2011 |
| Mes                                             | Ene.                                           | Feb.                                           | Mar.                                           | Abr.                                           | May.                                           | Jun.                                           | Jul.                                           | Ago.                                           | Sep.                                           | Oct.                                           | Nov.                                           | Dic.                                           | Anual                                          |
| ----------------------------------------------- | ---------------------------------------------- | ---------------------------------------------- | ---------------------------------------------- | ---------------------------------------------- | ---------------------------------------------- | ---------------------------------------------- | ---------------------------------------------- | ---------------------------------------------- | ---------------------------------------------- | ---------------------------------------------- | ---------------------------------------------- | ---------------------------------------------- | ---------------------------------------------- |
| Temp. máx. media (°C)                           | 36.7                                           | 35.1                                           | 32.8                                           | 28.4                                           | 26.4                                           | 23.1                                           | 22.3                                           | 23.2                                           | 27.3                                           | 30.7                                           | 33.5                                           | 35.9                                           | 29.0                                           |
| Temp. mín. media (°C)                           | 24.5                                           | 22.7                                           | 20.6                                           | 16.4                                           | 12.5                                           | 9.5                                            | 7.7                                            | 8.8                                            | 10.4                                           | 14.5                                           | 18.8                                           | 22.2                                           | 17.0                                           |
| Precipitación total (mm)                        | 1.0                                            | 7.6                                            | 4.2                                            | 0.0                                            | 12.6                                           | 28.5                                           | 1.2                                            | 0.1                                            | 4.2                                            | 0.0                                            | 0.0                                            | 0.0                                            | 46.8                                           |
| Fuente: ONEMI.CHILE Parámetros 2011.Fuente 2012 |                                                |                                                |                                                |                                                |                                                |                                                |                                                |                                                |                                                |                                                |                                                |                                                |                                                |

## Demografía

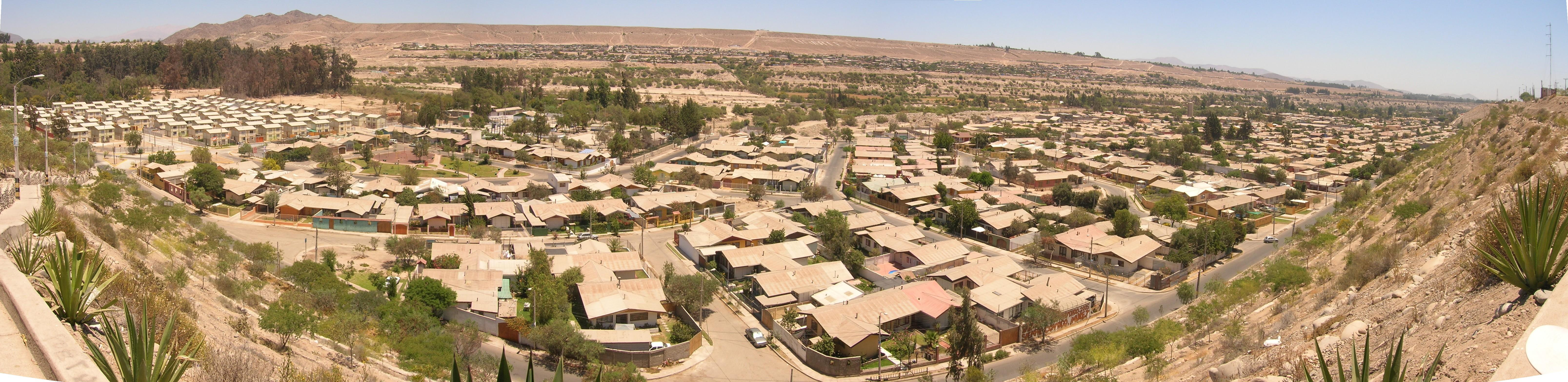
Vallenar.

La región de Atacama es, tras Aysén, Magallanes y Arica y Parinacota, la menos poblada del país. De su población total, más del 70% se sitúan en las ciudades de Copiapó y Vallenar.
Las ciudades más importantes son (datos del censo de 2002): Copiapó (125 983 hab.); Vallenar (43 750 hab.); Caldera (12 776 hab.); Chañaral (12 086 hab.); El Salvador (8697 hab.); Tierra Amarilla (8578 hab.); Diego de Almagro (7961 hab.).
A nivel de ciudades, las más pobladas censo (2024) son:
- Copiapó, con 168 831 habitantes
- Vallenar, 54 222 habitantes.

| \| Comuna \| Población (2024) \| \| ---------------- \| ---------------- \| \| Copiapó \| 168.831 \| \| Vallenar \| 54.222 \| \| Caldera \| 18.805 \| \| Chañaral \| 12.345 \| \| Tierra Amarilla \| 11.846 \| \| Diego de Almagro \| 11.397 \| \| Huasco \| 9.369 \| \| Freirina \| 7.577 \| \| Alto del Carmen \| 4.788 \| Fuente: Censo2024 |                  |
| Comuna | Población (2024) |
| Copiapó | 168.831          |
| Vallenar | 54.222           |
| Caldera | 18.805           |
| Chañaral | 12.345           |
| Tierra Amarilla | 11.846           |
| Diego de Almagro | 11.397           |
| Huasco | 9.369            |
| Freirina | 7.577            |
| Alto del Carmen | 4.788            |

### Indicadores básicos (serie histórica)
A continuación se presenta la serie histórica de indicadores básicos de la Región de Atacama:
| Año  | Nacimientos | Defunciones | Tasa bruta de natalidad | Tasa bruta de mortalidad | Tasa global de fecundidad |
| ---- | ----------- | ----------- | ----------------------- | ------------------------ | ------------------------- |
| 1997 | 4698        | 1142        | 18,7                    | 4,5                      | 2,39                      |
| 1998 | 4621        | 1107        | 18,1                    | 4,3                      | 2,34                      |
| 1999 | 4641        | 1093        | 18                      | 4,2                      | 2,35                      |
| 2000 | 4443        | 1103        | 17                      | 4,2                      | 2,25                      |
| 2001 | 4603        | 1138        | 17,5                    | 4,3                      | 2,32                      |
| 2002 | 4310        | 1163        | 16,3                    | 4,4                      | 2,16                      |
| 2003 | 4407        | 1157        | 16,5                    | 4,3                      | 2,21                      |
| 2004 | 4212        | 1176        | 15,7                    | 4,3                      | 2,1                       |
| 2005 | 4296        | 1209        | 15,9                    | 4,4                      | 2,14                      |
| 2006 | 4648        | 1261        | 17                      | 4,4                      | 2,29                      |
| 2007 | 4720        | 1352        | 17,2                    | 4,9                      | 2,31                      |
| 2008 | 4803        | 1307        | 17,3                    | 4,7                      | 2,33                      |

Fuente: I.N.E. (Chile)

## Economía
En 2018, la cantidad de empresas registradas en la región de Atacama fue de 5.014. El Índice de Complejidad Económica (ECI) en el mismo año fue de -0,87, mientras que las actividades económicas con mayor índice de Ventaja Comparativa Revelada (RCA) fueron Servicios en Cementerios (90,43), Extracción de Minerales de Hierro (80,43) y Extracción de Oro y Plata (46,23).
Su economía radica principalmente en la minería cuprífera (El Salvador), fundición de cobre en Paipote (Copiapó) ; en El Salvador esta región produce el cobre y en Algarrobo y los colorados se produce el hierro y la agricultura de aceitunas en el valle del Huasco, como también la exportación de uva de mesa, del valle de Copiapó siendo esta la primera del país, generando grandes ganancias con respecto al resto del país.
Actualmente se ha estado invirtiendo en el turismo, especialmente debido al evento del desierto florido.

## Relaciones internacionales
La Región de Atacama es sede de una serie de instituciones de relaciones internacionales, tales como la Unidad Regional de Asuntos Internacionales (URAI) del Gobierno Regional de Atacama en Copiapó, encargada del análisis y gestión de las relaciones bilaterales y multilaterales de la región con América Latina y el resto del mundo, la oficina regional del Servicio Nacional de Migraciones en Copiapó, la oficina regional de la Dirección General de Promoción de Exportaciones (ProChile) en Copiapó, y el Departamento de Migraciones y Policía Internacional de la Policía de Investigaciones en Copiapó, la Sección de Migraciones y Policía Internacional de la PDI en Chañaral, y las siguientes Oficinas Migrante en los municipios de la región:
- Oficina Migrante de la Municipalidad de Diego de Almagro.
- Oficina Migrante de la Municipalidad de Caldera.
- Oficina Migrante de la Municipalidad de Copiapó.
- Oficina Migrante de la Municipalidad de Huasco.
- Oficina Migrante de la Municipalidad de Freirina.
- Oficina Migrante de la Municipalidad de Alto del Carmen.

En materia de internacionalización en educación superior, el principal actor dentro de la Región de Atacama es la Unidad de Internacionalización de la Universidad de Atacama.

### Consulados en Copiapó
| - Italia (Viceconsulado Honorario) - Líbano (Consulado Honorario) | - Rumania (Consulado Honorario) |